# Polizeipräsidium Bochum

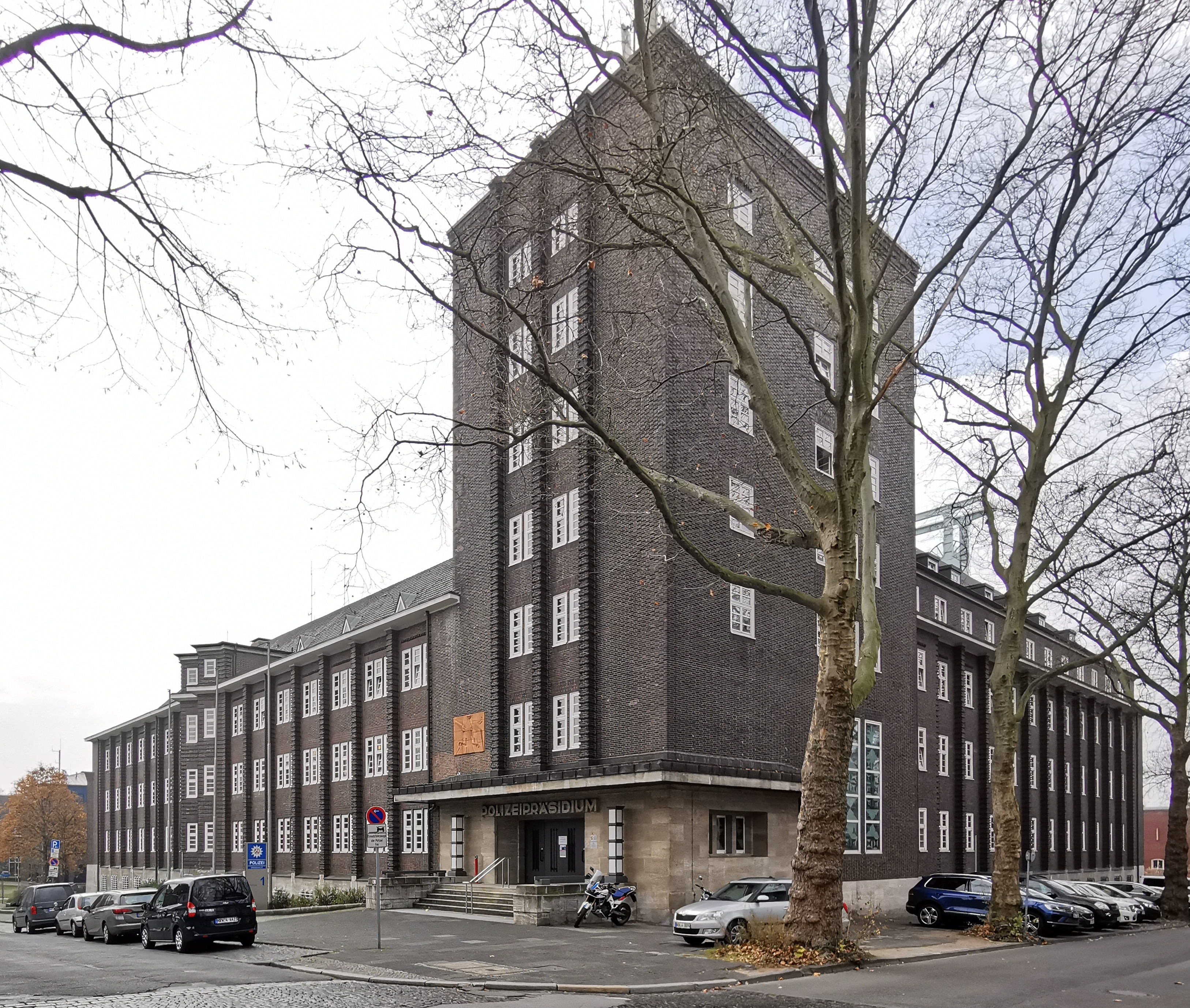
Polizeipräsidium Bochum Haupteingang

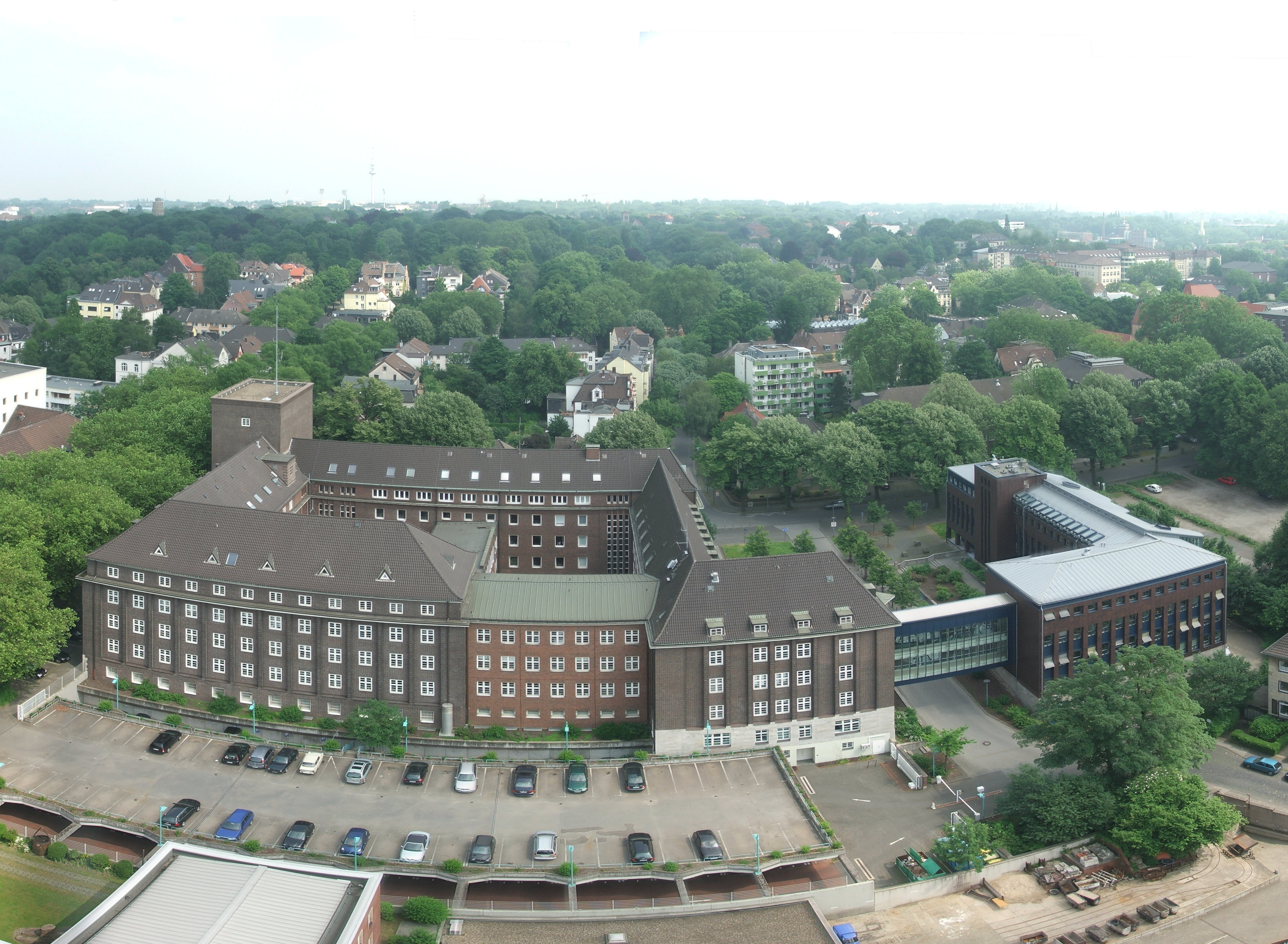
Polizeipräsidium Bochum aus der Vogelperspektive

Das Polizeipräsidium Bochum ist eine Kreispolizeibehörde der Polizei Nordrhein-Westfalen und zuständig für die Städte Bochum, Herne und Witten. 

## Geschichte
Das Hauptgebäude befindet sich in der Uhlandstraße 35 in der Bochumer Innenstadt und wurde in den Jahren 1926 bis 1929 im spätexpressionistischen Stil nach Entwürfen des Oberbaurats Ludwig Scheibner beim preußischen Hochbauamt Dortmund errichtet. Am siebengeschossigen Eckturm ist außen ein Kalksteinrelief mit dem preußischen Adler angebracht, das von dem Düsseldorfer Bildhauer Carl Moritz Schreiner stammt.
Nach der Machtergreifung der Nationalsozialisten wurde nach dem Januar 1933 die Bochumer Geheime Staatspolizei (Gestapo) in dem Gebäude untergebracht. Viele politische Gegner der Nazis, wie Fritz Husemann oder Heinrich König, wurden hier schon bald eingeliefert, misshandelt und gefoltert. Der kommunistische Politiker und Redakteur Karl Springer starb hier 1936 an den Folgen der Folterungen.
Im Jahr 1993 erfolgte eine Erweiterung, die mit dem Altbau durch eine zweigeschossige, geschlossene Fußgängerbrücke verbunden ist.

## Gliederung der Inspektionen

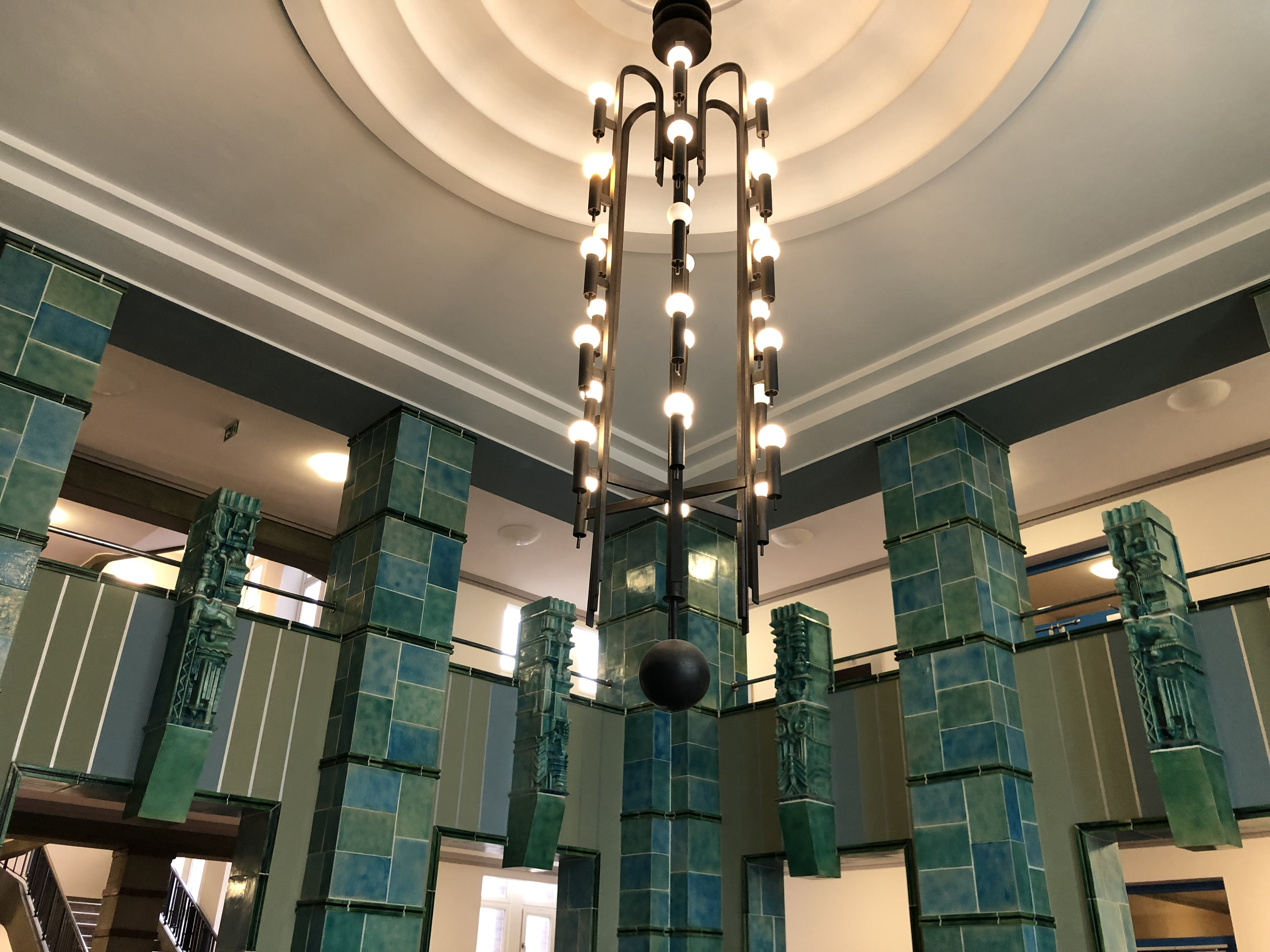
Foyer des Hauptgebäudes des Polizeipräsidium Bochum

Das Polizeipräsidium Bochum ist in drei Polizeiinspektionen unterteilt:
- Polizeiinspektion 1 (Stadtgebiet Bochum):
  - Polizeiwache Mitte (Innenstadt)
  - Polizeiwache West (Wattenscheid)
  - Polizeiwache Südwest (Linden)
  - Polizeiwache Ost (Langendreer und Gerthe)
  - Polizeiwache Südost (Querenburg, Altenbochum und Stiepel)

- Polizeiinspektion 2 (Stadtgebiet Herne):
  - Polizeiwache Herne
  - Polizeiwache Wanne-Eickel

- Polizeiinspektion 3 (Stadtgebiet Witten):
  - Polizeiwache Witten

## Leitung
Präsidentin des Polizeipräsidiums Bochum ist seit Mai 2024 Christine Frücht. Sie löste Jörg Lukat ab, der die Behörde von 2019 bis 2024 leitete.